# حديقة غارامبا الوطنية
حديقة غارامبا الوطنية هي حديقة وطنية تقع في مقاطعة أوريونتال بشرقي جمهورية الكونغو الديمقراطية ومحاذية للحدود السودانية، وتقع على ارتفاع بين 700 و1065 مترا، تأسست عام 1938. وهي واحدة من أقدم الحدائق الوطنية في أفريقيا. تضم مساحات هائلة من السافانا والمراعي والغابات إضافة إلى الهضاب الشاسعة والمستنقعات، التي تنتشر بشكل كبير مع جبال الجرانيت.
، وقد أدت هذه الميزة إلى تنوع بيولوجي استثنائي.
وهي مصدر هام لحماية عدة أنواع من النباتات والحيوانات. أُدرجت ضمن مواقع التراث العالمي التابع لليونسكو عام 1980، وبسبب الصيد غير المشروع لوحيد القرن، تم إدراجها إلى قائمة التراث العالمي المهددة بالخطر عام 1996. وكانت غارامبا ومازالت معقلا للحيوانات البرية مثل الفيل (الذي تم ترويضه في إحدى المراكز من أجل استخدامه في الغابات) والزرافة وفرس النهر ووحيد القرن الأبيض الشمالي الذي يواجه خطر الانقراض، وهي المسكن الوحيد لهذا الحيوان والتي تعتبر ضمن الحيوانت غير المفترسة، ويبلغ عددها أقل من الثلاثين.
وتسعى وزارة البيئة والمحافظة على الطبيعة إلى حماية الثروات النباتية والحيوانية في الحديقة وذلك بواسطة هياكلها وإداراتها المتعددة، ولتحقيق هذا الهدف، وضعت برامج لعدة أنشطة في جميع أنحاءها مما ساهم بشكل واضح في تكاثر وحيد القرن الأبيض.
| اللجنة العالمية للمناطق المحمية | II (حديقة وطنية)                                                |
| ------------------------------- | --------------------------------------------------------------- |
| المعرف                          | 136                                                             |
| المكان                          | المنطقة الشرقية - جمهورية الكونغو الديمقراطية - الموقع الجغرافي |
| الإحداثيات                      | 0′4°شمالا 15′29°شرقا                                            |
| المساحة                         | 4.920 كم²                                                       |
| التأسيس                         | 1938                                                            |
| الإدارة                         | المعهد الكونغولي للمحافظة على الطبيعة                           |
| المعيار                         | vii, x                                                          |
| قائمة التراث المهدد بالخطر      | 1980                                                            |
| تابعة لدولة                     | الكونغو الديمقراطية - أفريقيا                                   |
| تعرضها للمخاطر                  | 1984 / 1996 إلى الآن                                            |

## التاريخ
يعود تاريخ إنشاءها إلى عام 1938 بعد إقرار مشروع بلجيكي يهدف إلى ترويض الفيلة من أجل استغلالها لأغراض فلاحية بمركز كانغالا نابوديو.
وتُلخص الأحداث التالية تاريخ وأسباب إنشاء الحديقة من 1904 إلى غاية 2012:
- 1904: بداية التجارب الأولى للقبض على الفيل الأفريقي وتدجينه بمدينة آبي التي تبعد 300 كم شرق الحديقة الحالية.
- 1927: إنشاء «بعثة صيد بأويلي العليا»، وهو مشروع أقرته الحكومة الاستعمارية آنذاك بكانغالا نابوديو، وبدأ حيز التنفيذ وذلك بصيد الفيلة تمهيدا لإنشاء محطة لتدجينها (تأسست عام 1928). وتم نقل الفيلة التي تم اصطيادها عام 1904 إلى كانغالا نابوديو وأغلقت محطة آيبي عام 1932.
- 1936: تم إجراء تحقيقات بخصوص أراضي المنطقة وترسيم حدود للحديقة المستقبلية بالتعاون مع مديري إقليمي فارادجي ودنغو.
- 1938: إنشاء الحديقة بمرسوم ملكي.
- 1947: تعيين أول مسؤول «رسمي» للحديقة. ومن المُلاحظ خلال الأربعينيات والخمسينيات أن عمليات الصيد الجائر من قبل الصيادين كانت كثيفة وذلك من خلال قواعدهم في جنوب السودان.
- 1948: تم إرسال بعثة علمية من قبل معهد الكونغو البلجيكية للحدائق الوطنية، وبقيت مدة شهرين هناك.
- 1949 - 1952: وصول بعثة علمية متعددة الاختصصات أمضت ثلاث سنوات وهي تدرس أرضية الحديقة من جوانب تقليدية بحثية ثابتة (مجموعات، نظاميات، وتصنيف) وأيضا جوانب ديناميكية أخرى مثل (علم البيئة وديناميكة البيئة والتطور).
- 1951: آخر عملية صيد للفيلة داخل الحديقة.
- 1957 - 1958: تنفيذ دراسة مبنية على ملاحظات منظمة لدوريات الحرس، وهي إحدى البوادر لرصد المحيط البيئي هناك.
- 1964: تم غزو المتمردين للحديقة. وفي أثناء، ذلك تمرد 77 من أصل 96 حارسا وهربوا إلى الأدغال مصطحبين معهم الفيلة المروضة بمركز كانغالا نابوديو. وشهدت المنطقة عمليات ذبح جماعي ارتكبها المرتزقة والمتمردون والصيادون السودانيون، كما تم تدمير المباني وسجلات الأرشيف بناجر وكانغالا نابوديو.
- 1965: استعادة السيطرة على الحديقة من قبل السلطات القانونية، ولكن العناصر غير المنضبطة من قوات حفظ السلام التابعة للأمم المتحدة استفادت بدورها من موقعها وقامت باصطياد حيوانات كبيرة.
- 1970: أكد استطلاع قام به مختصون أن جميع أنحاء الحديقة الشمالية والغربية شبه خالية من الحيوانات الكبيرة وأصبحت تتركز بين أنهار دونغو وغارامبا. تواصلت عمليات الصيد غير المشروع لوحيد القرن خلال السبعينات. وقدر هيلمان سميث وهو أحد المختصين أن أعداد وحيد القرن بلغت 1300 عام 1963 وانخفضت إلى 490 عام 1976.
- 1976: بدأ تنفيذ مشروع لدعم الحديقة بتمويل من منظمة الأغذية والزراعة، ومن أهم أهدافه إعادة تأهيلها.
- 1980: إدراج الحديقة ضمن قائمة التراث العالمي.
- 1984: إضافتها إلى قائمة التراث العالمي المهدد بالخطر عندما انخفضت أعداد وحيد القرن الأبيض إلى 15. وتم تمويل مشروع لدعم الحديقة بواسطة جمعية فرانكفورت لعلماء الحيوان والصندوق العالمي للطبيعة واليونسكو.
- 1992: بلغت أعداد وحيد القرن 31 حيوانا، وبذلك تمت إزالة الحديقة من قائمة التراث العالمي المهددة بالانقراض.
- 1996: بداية الحرب الأهلية الأولى (حرب التحرير) وانطلاق عمليات الصيد غير المشروع للحيوانات بشكل ملحوظ.
- 1997: إعادة إدراجها ضمن لائحة التراث العالمي المهدد بالخطر.
- 2000: انطلاق مشروع «حفظ التنوع البيولوجي في مناطق النزاع المسلح، وحماية مواقع التراث العالمي في جمهورية الكونغو الديمقراطية» بتمويل من منظمة الأمم المتحدة واليونسكو والمنظمات غير الحكومية المختصة في مواقع التراث العالمي بما في ذلك حديقة غارامبا الوطنية.

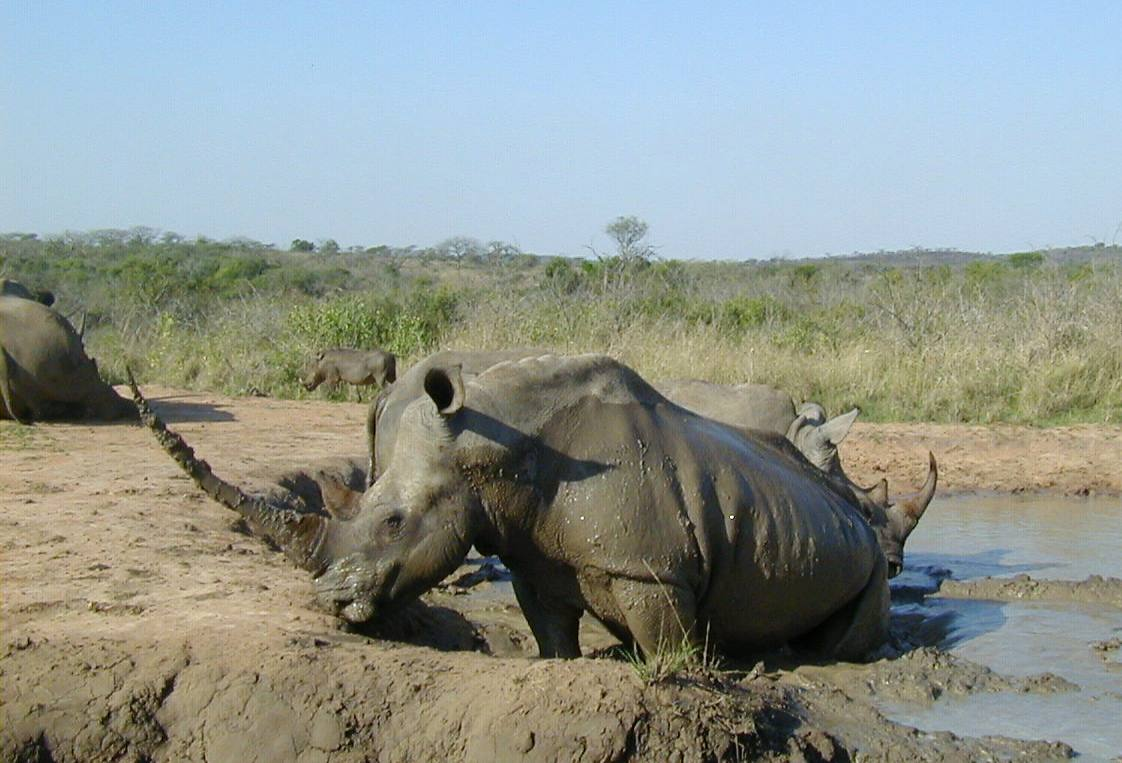
وحيد القرن الأبيض

- 2000 - منتصف 2003: لا تزال أعداد وحيد القرن مستقرة حيث بلغت 30 كائنا. أما أعداد الفيلة والجواميس وأفراس النهر فهي في تزايد، على الرغم من الضغوط القوية التي تسببها عمليات الصيد الجائر من قبل عناصر التمرد التابعة للحركة الشعبية لتحرير السودان.
- بداية من منتصف 2003: زيادة حادة في الصيد غير المشروع مصدرها من السودان.
- 2005: انخفضت أعداد وحيد القرن إلى نحو 4. تم تقديم اقتراح لتحويل عدد من الكائنات البالغة منها إلى منطقة آمنة خارج جمهورية الكونغو الديمقراطية، ولكن جُوبه هذا الاقتراح بالرفض من قبل الحكومة. وتسبب أيضا في خلق جو مشحون بالجدل، وتعرض إلى حملة تضليل على الصعيدين الوطني والمحلي لدرجة أن المنظمات غير الحكومية العاملة في الحديقة قررت تعليق عملياتها في مارس 2005 بسبب التوترات السياسية والاجتماعية التي أثارها هذا الاقتراح. ومازال الصيد غير المشروع لحيوانات وحيد القرن المتبقية مستمرا.
- في نفس العام: قدوم مسلحي جيش الرب الأوغندي مما ساهم في تدهور حاد للوضع الأمني............
- سبتمبر 2005: وقع المعهد الكونغولي للمحافظة على البيئة على اتفاق حول إدارة الحديقة مع مؤسسة الحدائق الأفريقية.
- مارس 2006: تم اكتشاف كائنين اثنين من وحيد القرن أثناء القيام بإحدى الدوريات الجوية، ومنذ ذلك التاريخ لم يعد وحيد القرن يُلاحظ في الحديقة أو في مناطق الصيد.
- يناير 2009: قيام جيش الرب بهجوم في منطقة نجيرو أسفر عن مقتل 10 أشخاص وتدمير معدات تبلغ قيمتها 1,6 مليون دولار.
- 2009: مواصلة قوات التحالف التابعة لـ الكونغو / أوغندا تتبع أفراد جيش الرب للمقاومة بالمنطقة. وتم تعليق مراقبة الحديقة حتى رحيل الجيش الأوغندي في مايو. وشهدت المنطقة ازديادا واضحا لأعداد القوات المسلحة (حوالي 11,000 عنصر) وشاركت هذه القوات في عمليات الصيد غير المشروع.
- 2010: ظهور ملامح لاستعدة الأمن، وإن كان هشا مع استأناف الحديقة لأنشطتها تدريجيا. وتم افتتاح قسم جديد للحديقة من قبل الرئيس المدير العام للمعهد الكونغولي للمحافظة على الطبيعة مع حضور 7 سفراء للدول الأعضاء في الاتحاد الأوروبي وهي البوابة الأولى لإطلاق الأنشطة السياحية في حديقة غارامبا.
- 2011: استأنفت الإدارات بعد عام هادئ نسبيا أنشطتها دون توقف.[11]
- 2012: قتل صيادون 22 فيلا بواسطة مروحية بعد الاعتداء على أعضائهم التناسلية وعلى أنيابهم.[12]

## المعيار

### vii
تساهم حديقة غارامبا ومناطق الصيد المجاورة لها في توفير مساحات واسعة غنية بمختلف أنواع النباتات والأشجار الاستوائية مما يدعم وبقوة الإنتاجية والتنوع النباتي العالي بشكل استثنائي. وتُترجم هذه الميزة على سبيل المثال في وجود قطعان كبيرة من الفيلة في فترات معينة من السنة، وقد تصل هذه القطعان في بعض الأحيان إلى أكثر من 550 فيلا، وهي ظاهرة استثنائية طبيعية.

## وصلات خارجية
- حديقة غارامبا
- الموقع الرسمي